# پیر ساموئل
پیر ساموئل (به فرانسوی: Pierre Samuel) (زاده ۱۲ سپتامبر ۱۹۲۱- درگذشته ۲۳ اوت ۲۰۰۹ در پاریس) ریاضیدان اهل فرانسه بود. زمینه کاری پیر ساموئل هندسه جبری بود. وی در پاریس به دنیا آمد و رشد کرد و سپس وارد اکول نرمال سوپریور شد. در دوران جنگ جهانی دوم در گروه مقاومت بود و پس از جنگ با بورسیه ای به دانشگاه پرینستون رفت. در آنجا و زیر سرپرستی اسکار زاریسکی درجه دکتری ریاضیات را دریافت نمود و پس از آن دوباره به فرانسه بازگشت و در دانشگاه پاریس سود به درجه استادی تمام رسید. وی چه از نظر ریاضی و چه مسائل اجتماعی زیر تاثیر الکساندر گروتندیک بود و همانند او دغدغه های محیط زیست و سیاسی داشت. او کتابهایی در زمینه محیط زیست و گرمایش جهانی نوشته است. ساموئل نویسنده کتابهای آموزشی بسیاری در ریاضیات است. وی همچنین عضو بورباکی بوده است. از شاگردان او میتوان به لوسین اسپیرو و دانیل لازار اشاره نمود.